# 沃罗

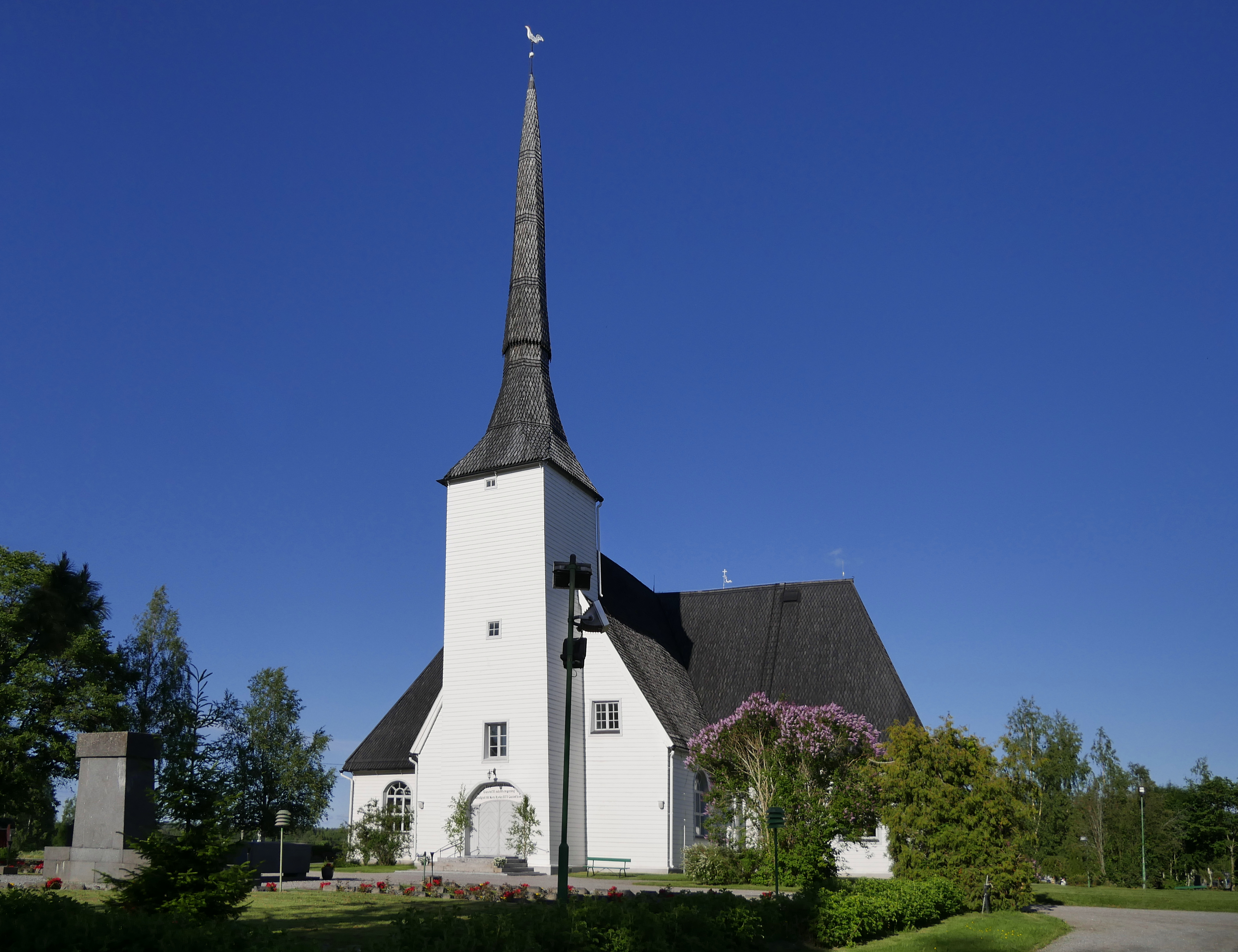
沃罗教堂

沃罗（瑞典語：Vörå）是芬蘭西部波赫扬马区的市鎮，距離瓦薩35公里，始建於1868年，面積1,500平方公里，2013年人口6,720，人口密度為每平方公里8.6人。

## 外部連結
- 官方网站  （瑞典語、芬蘭語和英語）